# UBL7
UBL7 (англ. Ubiquitin like 7) – білок, який кодується однойменним геном, розташованим у людей на короткому плечі 15-ї хромосоми. Довжина поліпептидного ланцюга білка становить 380 амінокислот, а молекулярна маса — 40 510.
| 10         |  | 20         |  | 30         |  | 40         |  | 50         |
| ---------- |  | ---------- |  | ---------- |  | ---------- |  | ---------- |
| MSLSDWHLAV |  | KLADQPLTPK |  | SILRLPETEL |  | GEYSLGGYSI |  | SFLKQLIAGK |
| LQESVPDPEL |  | IDLIYCGRKL |  | KDDQTLDFYG |  | IQPGSTVHVL |  | RKSWPEPDQK |
| PEPVDKVAAM |  | REFRVLHTAL |  | HSSSSYREAV |  | FKMLSNKESL |  | DQIIVATPGL |
| SSDPIALGVL |  | QDKDLFSVFA |  | DPNMLDTLVP |  | AHPALVNAIV |  | LVLHSVAGSA |
| PMPGTDSSSR |  | SMPSSSYRDM |  | PGGFLFEGLS |  | DDEDDFHPNT |  | RSTPSSSTPS |
| SRPASLGYSG |  | AAGPRPITQS |  | ELATALALAS |  | TPESSSHTPT |  | PGTQGHSSGT |
| SPMSSGVQSG |  | TPITNDLFSQ |  | ALQHALQASG |  | QPSLQSQWQP |  | QLQQLRDMGI |
| QDDELSLRAL |  | QATGGDIQAA |  | LELIFAGGAP |  |            |  |            |

A: Аланін

C: Цистеїн

D: Аспарагінова кислота

E: Глутамінова кислота

F: Фенілаланін

G: Гліцин

H: Гістидин

I: Ізолейцин

K: Лізин

L: Лейцин

M: Метіонін

N: Аспарагін

P: Пролін

Q: Глутамін

R: Аргінін

S: Серин

T: Треонін

V: Валін

W: Триптофан

Кодований геном білок за функцією належить до фосфопротеїнів. 
Задіяний у такому біологічному процесі, як убіквітинування білків. 